# Hyla warreni
Hyla warreni är en groddjursart som beskrevs av William Edward Duellman och Marinus S. Hoogmoed 1992. Hyla warreni ingår i släktet Hyla och familjen lövgrodor. IUCN kategoriserar arten globalt som otillräckligt studerad. Inga underarter finns listade i Catalogue of Life.